# Quận Golden Valley, Montana
Quận Golden Valley là một quận thuộc tiểu bang Montana, Hoa Kỳ. Quận lỵ đóng ở , Montana6. Quận được đặt tên theo. Dân số theo điều tra năm 2000 của Cục điều tra dân số Hoa Kỳ là người.

## Địa lý
Theo Cục điều tra dân số Hoa Kỳ, quận này có diện tích km2, trong đó có km2 là diện tích mặt nước.

## Thông tin nhân khẩu
Theo điều tra dân số 2 năm 2000, quận này đã có dân số 1.042 người, hộ gia đình 365, và 263 gia đình sống trong quận hạt. Mật độ dân số là <1/km ² (1/sq mi). Có 450 đơn vị nhà ở mật độ trung bình của <1/km ² (<1/sq mi). Thành phần chủng tộc của cư dân sinh sống trong quận gồm 99,14% người da trắng, 0,58% người Mỹ bản xứ, 0,10% châu Á, và 0,19% từ hai hoặc nhiều chủng tộc. 1,25% dân số là người Hispanic hay Latino thuộc một chủng tộc nào. 44,4% là người gốc Đức, 11,4% người Mỹ, Na Uy 8,2% và 7,7% gốc tiếng Anh theo điều tra dân số năm 2000. 88,5% nói tiếng Anh và 11,1% tiếng Đức là ngôn ngữ đầu tiên của họ.
Có 365 hộ gia đình trong đó 26,80% có trẻ em dưới 18 tuổi sống chung với họ, 66,80% là đôi vợ chồng sống với nhau, 3,30% có một chủ hộ nữ và không có chồng, và 27,90% là không lập gia đình. 24,40% hộ gia đình đã được tạo ra từ các cá nhân và 11,00% có người sống một mình65 tuổi hoặc cao hơn. Cỡ hộ trung bình là 2,41 và cỡ gia đình trung bình là 2,85.
Trong dân số quận đã được trải ra với 27,60% dưới độ tuổi 18, 5,90% 18-24, 23,00% 25-44, 27,00% từ 45 đến 64, và 16,50% từ 65 tuổi trở lên người. Độ tuổi trung bình là 42 năm. Đối với mỗi 100 nữ có 107,20 nam giới. Đối với mỗi 100 nữ 18 tuổi trở lên, đã có 103,20 nam giới.
Thu nhập trung bình cho một hộ gia đình trong quận đạt mức USD 27.308, và thu nhập trung bình cho một gia đình là USD 35.000. Phái nam có thu nhập trung bình USD 14.028 so với 19.063 USD đối với phái nữ. Thu nhập bình quân đầu người là 13.573 USD. Có 16,50% gia đình và 25,80% dân số sống dưới mức nghèo khổ, bao gồm 20,40% những người dưới 18 tuổi và 21,60% của những người 65 tuổi hoặc cao hơn.